# Sadak à la recherche des eaux de l'oubli
 (décembre 2024).
Sadak à la recherche des eaux de l'oubli – en anglais Sadak in Search of the Waters of Oblivion – est un tableau réalisé par le peintre britannique John Martin en 1812. De format vertical, cette huile sur toile est une illustration d'un conte issu des Contes des Génies (Tales of the Genii), que James Ridley publie en 1764. Elle figure un personnage du nom de Sadak escaladant un éperon rocheux à proximité d'une chute d'eau, dans un paysage montagneux zébré par des éclairs. Elle représente sa quête d'eaux miraculeuses pouvant effacer la mémoire, entamée à la demande de son sultan. L'œuvre est conservée depuis 1983 au musée d'Art de Saint-Louis, à Saint-Louis, dans le Missouri, aux États-Unis.